# Boeing C-32
Boeing C-32 – wojskowa wersja pasażerskiego samolotu Boeing 757-200, przeznaczona do przewozu Wiceprezydenta Stanów Zjednoczonych, żony prezydenta, członków Gabinetu i Kongresu Stanów Zjednoczonych. W przypadku kiedy na pokładzie znajduje się wiceprezydent, samolot otrzymuje kodową nazwę Air Force Two. Okazjonalnie z usług C-32 korzystali również prezydenci USA.

## Historia
Na początku 1996 roku siły powietrzne wydały zapytanie ofertowe na nowy samolot transportowy, przeznaczony do przewozu Bardzo Ważnych Osobistości, mający zastąpić starzejącą się flotę maszyn typu VC-137. Nowe samoloty miały zostać pozyskane w ramach programu oznaczonego jako VC-X. Przewidywano, że będą to standardowe samoloty pasażerskie, mające przewozić 45 pasażerów i 16 członków załogi. Zdolne do lotu non-stop z Frankfurt nad Menem do bazy Andrews (Joint Base Andrews) pod Waszyngtonem. W sierpniu 1996 roku, w ramach uproszczonej procedury zakupu, możliwej dzięki przyjęciu w 1994 roku ustawy Federal Acquisition Streamlining Act, United States Air Force podpisało z Boeingiem kontrakt na dostawę czterech, zmodernizowanych według wymagań sił powietrznych Boeingów 757-200, oznaczonych jako C-32A. Były to pierwsze wojskowe samoloty nabyte w oparciu o regulacje zawarte w Federal Acquisition Streamlining Act. Pierwsze dwie z zamówionych maszyn przybyły do bazy Andrews w czerwcu 1998 roku, pozostałe dwa egzemplarze w listopadzie i grudniu tego samego roku. Samoloty weszły w skład 1st Airlift Squadron, będącego częścią 89th Airlift Wing. Jedna z maszyn, oznaczona jako C-32B, wykorzystywana jest przez 227th Special Operations Flight z bazy Joint Base McGuire-Dix-Lakehurst.

## Konstrukcja
Konstrukcyjnie samoloty nie różnią się od standardowych maszyn 757-200. Wyróżnia je za to wyposażenie i zainstalowane na pokładzie systemy. Kabinę pasażerską podzielono na cztery przedziały. Na przedzie znajduje się centrum łączności połączone z salonką do przewozu 10 osób. Następny przedział przeznaczony jest w całości dla głównego pasażera. Znajdują się tam miejsca do wypoczynku, spania, garderoba i prywatna toaleta. Kolejną sekcje tworzy sala konferencyjna zdolna pomieścić osiem osób. Ostatnia część to przedział przeznaczony do przewozu 32 pasażerów wyposażony w toalety, kuchnie i garderoby. Kabina towarowa przystosowana została do montażu urządzeń łączności, systemów samoobrony samolotu oraz dodatkowego zbiornika paliwa. Wśród systemów pokładowych zainstalowanych na wszystkich czterech maszynach znajdują się między innymi systemy TCAS, GPWS, Global Positioning System, Predictive Windshear Warning System i Flight Management System/Electronic Flight Instrument System. W odróżnieniu od niektórych cywilnych wersji samolotu, C-32 na końcach skrzydeł posiada zainstalowane winglety.